# 石桥 (萨拉戈萨)

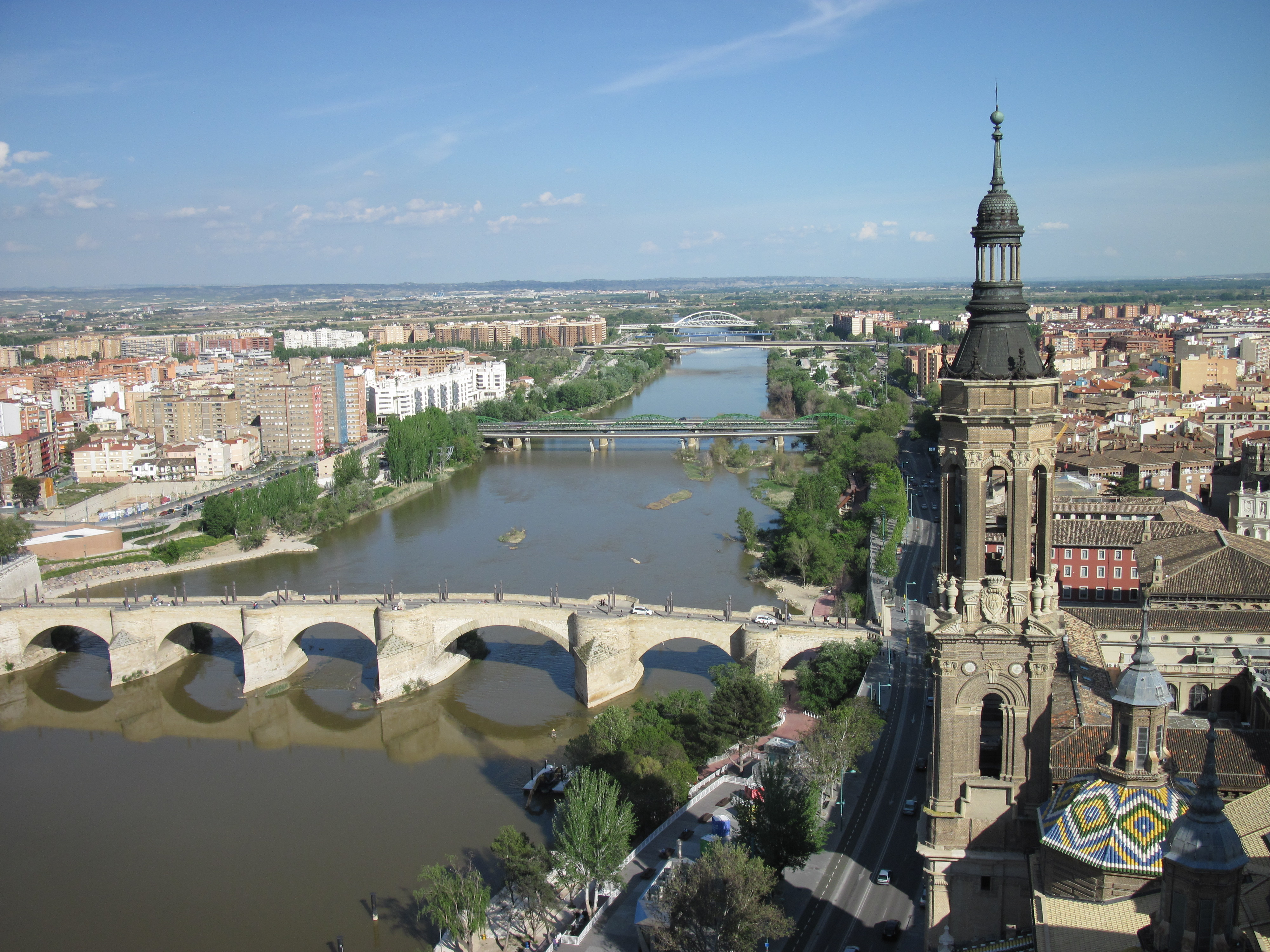
石桥

石桥（西班牙語：Puente de Piedra）跨埃布罗河，位于西班牙萨拉戈萨。石桥又名狮子桥，因为桥两侧的柱子上有四只狮子（该市标志）。
此桥兴建于1401-1440年，1643年中段毁于洪水。1659年重建。

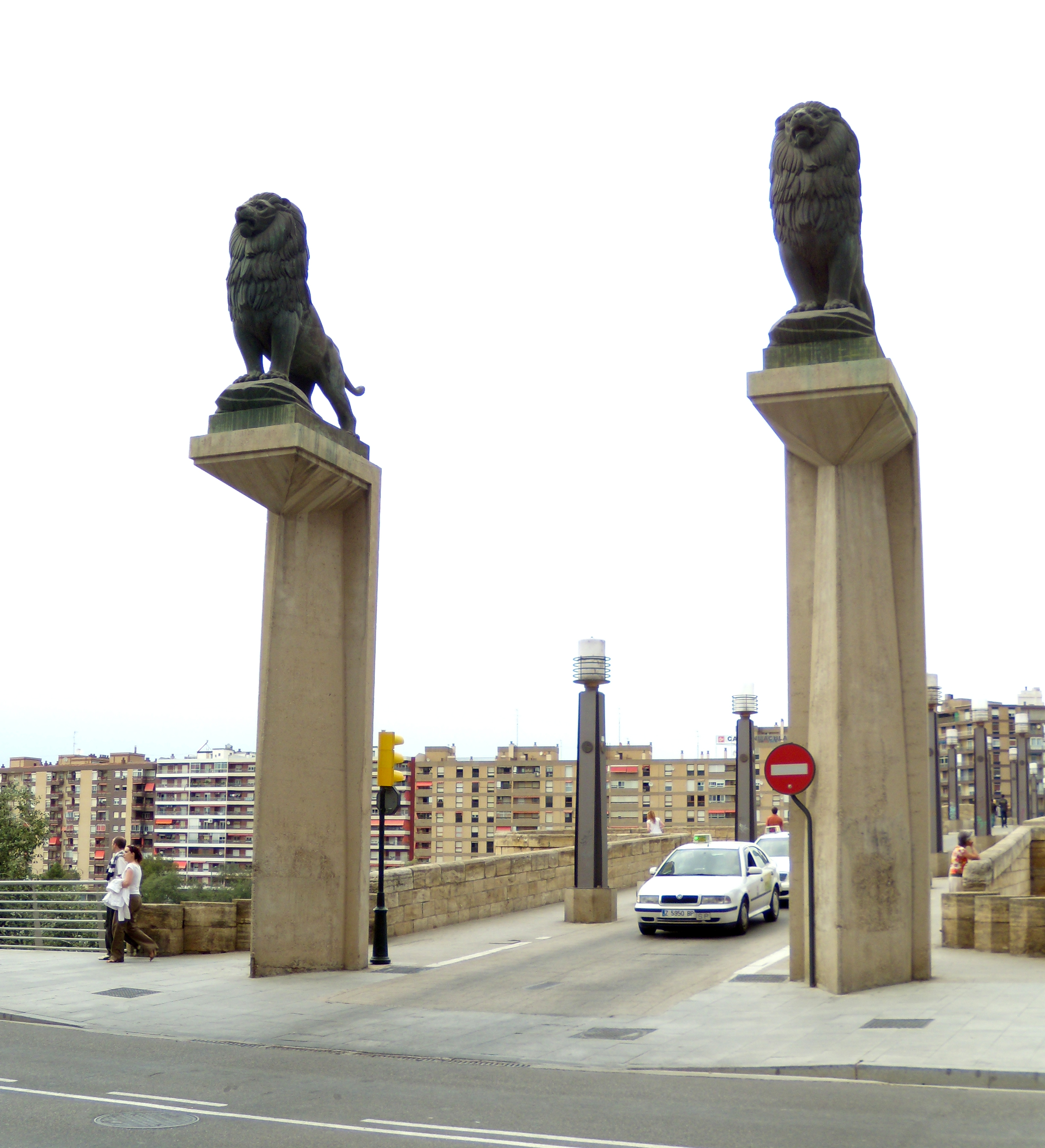
狮子

1789年，建筑师 Agustín Sanz 加固河岸，保护此桥免受洪水的冲击。此桥的重建对于西班牙的发展具有重要的经济意义。